# Banyuadem
Banyuadem is een bestuurslaag in het regentschap Magelang van de provincie Midden-Java, Indonesië. Banyuadem telt 2052 inwoners (volkstelling 2010).